# Dios de los vacíos

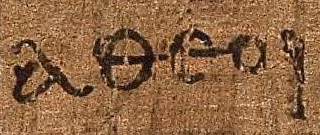
Dios de los vacíos griego.

El Dios de los vacíos (también conocido como Dios de los huecos o Dios tapa-agujeros) es un tipo de perspectiva teológica en el que huecos o lagunas en el conocimiento científico son esgrimidos como evidencia o prueba de la existencia de Dios. El término fue acuñado por teólogos cristianos no con el fin de desacreditar el teísmo, sino para señalar la falacia de confiar en los argumentos teleológicos para la existencia del Dios cristiano. En ocasiones la expresión es usada para referirse a una forma de argumento ad ignorantiam.
También se refiere a una tendencia derivada del teísmo que establece que aquello que puede ser explicado por la razón humana queda fuera de la acción divina. Por lo tanto, la acción de ese Dios queda confinada a los vacíos que la ciencia no puede explicar. Este concepto supone una interacción entre las explicaciones religiosas de la naturaleza y las explicaciones científicas. El teísmo tradicional asume un Dios que está más allá de la naturaleza; como corolario, a medida que la ciencia progresa el espacio que le queda a ese dios se achica.
El "Dios de los vacíos" a menudo se usa para describir el declive de las explicaciones religiosas de fenómenos físicos, a la luz de las cada vez más exhaustivas explicaciones científicas. Podemos citar como ejemplos las descripciones primitivas de los fenómenos y objetos físicos (el sol, la luna, las estrellas, los truenos y los relámpagos) que eran Dioses u obra de Dioses. A medida que la ciencia ha encontrado explicaciones a través de la astronomía, la meteorología, la geología, la cosmología y la biología, la "necesidad" de un Dios para explicar dichos fenómenos se ha reducido progresivamente porque le quedan vacíos en el conocimiento cada vez más pequeños. Esta línea de razonamiento habitualmente concluye que dado que la ciencia cada vez explica más, el espacio para las explicaciones teístas o divinas de la naturaleza es cada vez menos plausible, en definitiva la hipótesis de la existencia de un Dios se convierte en innecesaria.

## Orígenes del término
Hasta donde puede saberse, el término fue utilizado originalmente por Henry Drummond, un evangelista académico del siglo XIX, en sus lecturas Lowell sobre los orígenes del hombre. Drummond reprende a aquellos cristianos que utilizan las cosas que la ciencia no puede explicar - "vacíos que rellenan con Dios" - y los conmina a abrazar a toda la naturaleza como obra de "...un Dios inmanente, el Dios de la evolución, que es infinítamente mayor que el hacedor de milagros de la teología antigua".
En el siglo XX, el término fue utilizado por Dietrich Bonhoeffer en cartas redactadas en una prisión bajo dominio Nazi, durante la Segunda Guerra Mundial, no disponibles al público hasta años después. El término llamó la atención en 1955, cuando fue utilizado en el libro Ciencia y Fé Cristiana por Charles Alfred Coulson donde establece que "No hay 'Dios de los vacíos' en los puntos estratégicos donde la ciencia falla; porque dichos vacíos tienen la inevitable costumbre de hacerse cada vez más pequeños".
Tras cocerse a fuego lento en las aguas de la teología y la filosofía, el concepto ganó más atención gracias a un libro publicado en 1971 y un artículo publicado en 1978, ambos por Richard Bube. Bube expandió e hizo operacional el término en El Hombre Emancipado: la Respuesta de Bonhoeffer al Dios de los vacíos (1971). Bube atribuía la crisis de fe contemporánea en parte a la pérdida de poder de dicho argumento a medida que la capacidad explicativa de la ciencia aumentaba. A medida que los hombres incrementan su conocimiento de la naturaleza, el ámbito del Dios cristiano parecería ser menor, en comparación, a las personas y las religiones. Bube sostuvo que El Origen de las Especies de Darwin fue el tañido de campana (de difuntos) del Dios de los vacíos. Lo que es más importante, Bube también defendió que el Dios de los vacíos no es el mismo que el Dios de la Biblia (lo que implica que él no estaba haciendo un argumento contra ese Dios pero  sino que había una confusión fundamental al percibir a ese Dios como algo para llenar los vacíos dejados por la ciencia)
Desde 1970, el concepto ha ganado en popularidad entre los filósofos y los teólogos con respecto al problema de suponer que el lugar donde reside ese Dios es lo desconocido.

## Uso moderno del concepto
A menudo el término Dios de los vacíos se utiliza para referirse a un acto del Dios cristiano para explicar un fenómeno desconocido, y es una variante del término "argumento desde la ignorancia", que podríamos resumir en dos puntos:
- Existe un vacío en el conocimiento científico.

- Ese vacío puede llenarse con actos de un Dios (y eso es prueba de la existencia de ese Dios).

Un ejemplo de esta clase de argumentos sacado del campo de la biología es el siguiente: "Como la ciencia no puede aclarar cómo empezó la vida exactamente, debe ser un Dios quién creó la vida". Este ejemplo se utiliza habitualmente en el debate del "diseño inteligente frente a evolución" ya que la vertiente religiosa del diseño inteligente suele utilizarlo para intentar desacreditar la teoría de la evolución por no explicar el origen de la vida.

## Críticas
El argumento del Dios de los vacíos trata de relegar al Dios cristiano a las lagunas de la ciencia: a medida que el conocimiento científico aumenta, el dominio de ese Dios disminuiría. Sin embargo, la teología judeocristiana disiente: porque ese Dios está por encima de la naturaleza y de la ciencia. Bonhoeffer dijo: "...cuán desafortunado es utilizar a Dios para tapar los vacíos de nuestra ignorancia. Si, como de hecho ocurre, las fronteras de la ciencia son empujadas cada vez más y más (y ese parece ser el caso), así lo es Dios también, encontrándose siempre en retirada. Debemos encontrar a Dios en lo que conocemos, no en lo que ignoramos".
Francis Collins, un destacado genetista cristiano y jefe del Proyecto Genoma, trata sobre este tema en su libro El Lenguaje de Dios, donde argumenta que el uso del Dios de los vacíos por parte de los cristianos es científicamente irresponsable y debería ser sustraído de la belleza y la complejidad de la obra de su Dios cristiano.
El Dios de los vacíos también es frecuentemente criticado por parte de los escépticos, ya que la explicación que proporciona de los fenómenos no es una explicación sino una falacia lógica del falso dilema.
Matt Ridley y Richard Dawkins por su parte, han señalado cómo los argumentos del tipo Dios de los vacíos pasan por alto que el conocimiento científico parte de la premisa de su propia ignorancia como motor de su proyecto de descubrimiento: 

Los místicos se regocijan en el misterio y quieren que siga siendo misterioso. Los científicos se regocijan en el misterio por una razón distinta: les da algo que hacer.